# Primer período legislativo de la Asamblea Nacional del Ecuador
El Primer Periodo Legislativo de la Asamblea Nacional del Ecuador estuvo conformado por los Asambleístas Nacionales, Provinciales y del Exterior, e inició sus funciones el 31 de julio de 2009 para concluir el 14 de mayo de 2013.
Los 124 Asambleístas del primer periodo legislativo fueron elegidos en las elecciones de 2009.
La última sesión del Primer periodo legislativo se llevó a cabo el 9 de mayo de 2013.

## Escaños por partido
| Lista | Lista                                        | Partido / Movimiento | Asam. |
| ----- | -------------------------------------------- | --- | ----- |
| 35    |                                              | Movimiento Alianza PAIS, Patria Altiva I Soberana (PAIS) | 59    |
| 3     |                                              | Partido Sociedad Patriótica 21 de Enero (PSP) | 19    |
| 6     |                                              | Partido Social Cristiano (PSC) | 11    |
| 7     |                                              | Partido Renovador Institucional Acción Nacional (PRIAN) | 7     |
| 15    |                                              | Movimiento Popular Democrático (MPD) | 5     |
| 24    |                                              | Movimiento Municipalista por la Integridad Nacional (MMIN) | 5     |
| 18    |                                              | Movimiento de Unidad Plurinacional Pachakutik Nuevo-País (MUPP-NP) | 4     |
| 10    |                                              | Partido Roldosista Ecuatoriano (PRE) | 3     |
| 12    |                                              | Izquierda Democrática (ID) | 2     |
| 17    |                                              | Partido Socialista-Frente Amplio (PS-FA) | 1     |
| 51    |                                              | Movimiento Concertación Nacional Democrática (MCND) | 1     |
|       | Logo del Movimiento Político Ecuatoriano ARE | Movimientos Provinciales y Otros Partidos - Obras son Amores (Bolívar) - Movimiento Social Conservador (Carchi) - Amauta Yuyai (Chimborazo) - Movimiento Autonómico Regional (El Oro) - Conciencia Ciudadana (Loja) - Acción Regional Por La Equidad (Loja) - Unidos por Pastaza (Pastaza) | 7     |
| Total | Total                                        | Total | 124   |

## Consejo de Administración Legislativa
La Asamblea Nacional tiene un Consejo de Administración Legislativa (CAL), que dirige el parlamento, este consejo está conformado por el presidente, 2 Vicepresidentes, y 4 vocales. Los miembros del CAL se eligen de entre los asambleístas cada 2 años, la primera elección fue en la instalación de la Asamblea, el 31 de julio de 2009, la segunda en 2011. 
Generalmente las 4 vocalías del CAL se asignan según la mayoría de bancadas, la primera vocalía corresponde a la bancada de mayoría, la segunda a la bancada que le siga en miembros y así sucesivamente.

### CAL 2009-2011
| Cargo                   | Asambleísta             | Asambleísta             | Asambleísta             | Bancada                         | Partido                 | Período             | Período               |
| Cargo                   | Asambleísta             | Asambleísta             | Asambleísta             | Bancada                         | Partido                 | Inicio              | Fin                   |
| ----------------------- | ----------------------- | ----------------------- | ----------------------- | ------------------------------- | ----------------------- | ------------------- | --------------------- |
| Presidencia             |                         |                         | Fernando Cordero Cueva  | PAIS                            | PAIS                    | 31 de julio de 2009 | 31 de julio de 2011   |
| Primera Vicepresidencia |                         |                         | Irina Cabezas Rodríguez | PAIS                            | PAIS                    | 31 de julio de 2009 | 31 de julio de 2011   |
| Segunda Vicepresidencia |                         |                         | Rolando Panchana Farra  | PAIS                            | PAIS                    | 31 de julio de 2009 | 31 de julio de 2011   |
| Primera Vocalía         |                         |                         | Pedro de la Cruz        | PAIS                            | PAIS                    | 31 de julio de 2009 | 31 de julio de 2011   |
| Segunda Vocalía         |                         |                         | Lourdes Tibán Guala     | Alianza Progresista Democrática | MUPP                    | 31 de julio de 2009 | 31 de julio de 2011   |
| Tercera Vocalía         |                         |                         | Fausto Cobo Montalvo    | PSP                             | PSP                     | 31 de julio de 2009 | 31 de julio de 2011   |
| Cuarta Vocalía          |                         |                         | Rocío Valarezo Ordóñez  | ADE                             | MAR                     | 31 de julio de 2009 | 31 de julio de 2011   |
| Secretaría General      | Francisco Vergara Ortiz | Francisco Vergara Ortiz | Francisco Vergara Ortiz | Francisco Vergara Ortiz         | Francisco Vergara Ortiz | 31 de julio de 2009 | 16 de febrero de 2011 |
| Prosecretaría General   | Andrés Segovia Salcedo  | Andrés Segovia Salcedo  | Andrés Segovia Salcedo  | Andrés Segovia Salcedo          | Andrés Segovia Salcedo  | 31 de julio de 2009 | 31 de julio de 2011   |

#### Comisiones especializadas
| Comisión                                                                        | Presidente | Presidente          | Bancada | Partido | Vicepresidente | Vicepresidente         | Bancada | Partido |
| ------------------------------------------------------------------------------- | ---------- | ------------------- | ------- | ------- | -------------- | ---------------------- | ------- | ------- |
| Justicia y Estructura del Estado                                                |            | María Paula Romo    | PAIS    | PAIS    |                | Henry Cuji             | ADE     | UPP     |
| Derechos de los Trabajadores y la Seguridad Social                              |            | Nivea Vélez         | ADE     | ARE     |                | Dora Aguirre           | PAIS    | PAIS    |
| Régimen Económico y Tributario de Regulación y Control                          |            | Paco Velasco        | PAIS    | PAIS    |                | Juan Carlos Cassinelli | PAIS    | PAIS    |
| Fiscalización y Control Político                                                |            | Silvia Salgado      | ADE     | PS-FA   |                | Betty Amores           | PAIS    | PAIS    |
| Desarrollo Económico, Productivo y Microempresa                                 |            | Saruka Rodríguez    | ADE     | PRE     |                | Carlos Zambrano        | PAIS    | PAIS    |
| Soberanía, Integración, Relaciones Internacionales y Seguridad Integral         |            | Fernando Bustamante | PAIS    | PAIS    |                | Linda Machuca          | PAIS    | PAIS    |
| Biodiversidad y Recursos Naturales                                              |            | Rosana Alvarado     | PAIS    | PAIS    |                | María Machuca          | APDIP   | MPD     |
| Soberanía Alimentaria y Desarrollo Agropecuario y Pesquero                      |            | Jaime Abril         | PAIS    | PAIS    |                | Jimmy Pinoargote       | ADE     | MMIN    |
| Gobiernos Autónomos, Descentralización, Competencias y Organización Territorial |            | Virgilio Hernández  | PAIS    | PAIS    |                | Marllely Vásconez      | PAIS    | PAIS    |
| Educación, Cultura, Ciencia y Tecnología                                        |            | Raúl Abad           | PAIS    | PAIS    |                | Aminta Buenaño         | PAIS    | PAIS    |
| Derecho a la Salud                                                              |            | Carlos Velasco      | PAIS    | PAIS    |                | Pamela Falconí         | PAIS    | PAIS    |
| Participación Ciudadana y Control Social                                        |            | Luis Morales        | Ind.    | PRIAN   |                | Galo Lara              | PSP     | PSP     |
| Derechos Colectivos, Comunitarios y la Interculturalidad                        |            | Marco Murillo       | AL      | AY      |                | Edwin Vaca             | AL      | MSC     |
| Comisiones ocasionales                                                          |            |                     |         |         |                |                        |         |         |
| Educación                                                                       |            | César Rodríguez     | PAIS    | PAIS    |                | María Alejandra Vicuña | PAIS    | PAIS    |
| Comunicación                                                                    |            | Betty Carrillo      | PAIS    | PAIS    |                | Mauro Andino           | PAIS    | PAIS    |
| Cultura                                                                         |            | Marco Murillo       | AL      | AY      |                | Edwin Vaca             | AL      | MSC     |
| Deporte                                                                         |            | Dalo Bucaram        | ADE     | PRE     |                | Celso Maldonado        | PAIS    | PAIS    |

Fuente:

### CAL 2011-2013
| Cargo                   | Asambleísta            | Asambleísta            | Asambleísta                 | Bancada                         | Partido                | Período              | Período             |
| Cargo                   | Asambleísta            | Asambleísta            | Asambleísta                 | Bancada                         | Partido                | Inicio               | Fin                 |
| ----------------------- | ---------------------- | ---------------------- | --------------------------- | ------------------------------- | ---------------------- | -------------------- | ------------------- |
| Presidencia             |                        |                        | Fernando Cordero Cueva      | PAIS                            | PAIS                   | 31 de julio de 2011  | 13 de mayo de 2013  |
| Primera Vicepresidencia |                        |                        | Juan Carlos Cassinelli Cali | PAIS                            | PAIS                   | 11 de agosto de 2011 | 13 de mayo de 2013  |
| Segunda Vicepresidencia |                        |                        | Rocío Valarezo Ordóñez      | ADE                             | MAR                    | 11 de agosto de 2011 | 13 de mayo de 2013  |
| Primera Vocalía         |                        |                        | Pedro de la Cruz            | PAIS                            | PAIS                   | 31 de julio de 2011  | 13 de mayo de 2013  |
| Segunda Vocalía         |                        |                        | Fausto Cobo Montalvo        | PSP                             | PSP                    | 31 de julio de 2011  | 13 de mayo de 2013  |
| Tercera Vocalía         |                        |                        | Francisco Ulloa Enríquez    | Alianza Progresista Democrática | MPD                    | 31 de julio de 2011  | 13 de mayo de 2013  |
| Cuarta Vocalía          |                        |                        | Marco Murillo Ilbay         | Alianza Libertad                | Amauta Yuyai           | 31 de julio de 2011  | 13 de mayo de 2013  |
| Secretaría General      | Andrés Segovia Salcedo | Andrés Segovia Salcedo | Andrés Segovia Salcedo      | Andrés Segovia Salcedo          | Andrés Segovia Salcedo | 31 de julio de 2011  | 23 de enero de 2013 |
| Prosecretaría General   | Libia Rivas Ordóñez    | Libia Rivas Ordóñez    | Libia Rivas Ordóñez         | Libia Rivas Ordóñez             | Libia Rivas Ordóñez    | 31 de julio de 2011  | 13 de mayo de 2013  |

#### Comisiones especializadas
| Comisión                                                                        | Presidente | Presidente           | Bancada | Partido | Vicepresidente | Vicepresidente         | Bancada | Partido |
| ------------------------------------------------------------------------------- | ---------- | -------------------- | ------- | ------- | -------------- | ---------------------- | ------- | ------- |
| Justicia y Estructura del Estado                                                |            | Mauro Andino         | PAIS    | PAIS    |                | Henry Cuji             | ADE     | UPP     |
| Derechos de los Trabajadores y la Seguridad Social                              |            | Scheznarda Fernández | Ind.    | Ind.    |                | Carlos Samaniego       | PAIS    | PAIS    |
| Régimen Económico y Tributario de Regulación y Control                          |            | Paco Velasco         | PAIS    | PAIS    |                | Ramón Cedeño           | ADE     | MMIN    |
| Fiscalización y Control Político                                                |            | Silvia Salgado       | ADE     | PS-FA   |                | Marllely Vásconez      | PAIS    | PAIS    |
| Desarrollo Económico, Productivo y Microempresa                                 |            | Fernando Vélez       | Ind.    | Ind.    |                | Saruka Rodríguez       | ADE     | PRE     |
| Soberanía, Integración, Relaciones Internacionales y Seguridad Integral         |            | Fernando Bustamante  | PAIS    | PAIS    |                | Eduardo Zambrano       | PAIS    | PAIS    |
| Biodiversidad y Recursos Naturales                                              |            | Rolando Panchana     | PAIS    | PAIS    |                | Tito Nilton Mendoza    | Ind.    | PRIAN   |
| Soberanía Alimentaria y Desarrollo Agropecuario y Pesquero                      |            | Irina Cabezas        | PAIS    | PAIS    |                | María Augusta Calle    | PAIS    | PAIS    |
| Gobiernos Autónomos, Descentralización, Competencias y Organización Territorial |            | Virgilio Hernández   | PAIS    | PAIS    |                | Mery Verduga           | PAIS    | PAIS    |
| Educación, Cultura, Ciencia y Tecnología                                        |            | Raúl Abad            | PAIS    | PAIS    |                | Gioconda Saltos        | Ind.    | Ind.    |
| Derecho a la Salud                                                              |            | Víctor Quirola       | PAIS    | PAIS    |                | Dalo Bucaram           | ADE     | PRE     |
| Participación Ciudadana y Control Social                                        |            | Guillermina Cruz     | Ind.    | Ind.    |                | Washington Cruz        | PAIS    | PAIS    |
| Derechos Colectivos, Comunitarios y la Interculturalidad                        |            | Lourdes Tibán        | APDIP   | MUPP    |                | Luis Morales           | Ind.    | PRIAN   |
| Comisiones ocasionales                                                          |            |                      |         |         |                |                        |         |         |
| Educación                                                                       |            | César Rodríguez      | PAIS    | PAIS    |                | María Alejandra Vicuña | PAIS    | PAIS    |
| Comunicación                                                                    |            | Betty Carrillo       | PAIS    | PAIS    |                | Mauro Andino           | PAIS    | PAIS    |
| Cultura                                                                         |            | Marco Murillo        | AL      | AY      |                | Edwin Vaca             | AL      | MSC     |
| Deporte                                                                         |            | Dalo Bucaram         | ADE     | PRE     |                | Celso Maldonado        | PAIS    | PAIS    |
| Personas con discapacidad                                                       |            | Ma. Cristina Kronfle | Ind.    | PSC     |                | Celso Maldonado        | PAIS    | PAIS    |

Fuente:

## Bancadas
| Bancada                                                                                 | Partidos / Movimientos |
| --------------------------------------------------------------------------------------- | --- |
| Bancada PAIS                                                                            | Movimiento Alianza PAIS, Patria Altiva I Soberana (PAIS) |
| Bancada PSP                                                                             | Partido Sociedad Patriótica 21 de Enero (PSP) |
| Alianza Progresista Democrática de Izquierda, Intercultural y Plurinacional de Derechos | Movimiento Popular Democrático (MPD) Movimiento de Unidad Plurinacional Pachakutik Nuevo-País (MUPP-NP) Izquierda Democrática (ID) Partido Socialista-Frente Amplio (PS-FA) Independientes                                                                              |
| Acuerdo Democrático por la Descentralización y la Equidad (ADE)                         | Partido Roldosista Ecuatoriano (PRE) Movimiento Municipalista por la Integridad Nacional (MMIN) Movimientos Provinciales: - Obras son Amores (Bolívar) - Movimiento Autonómico Regional (El Oro) - Acción Regional Por La Equidad (Loja) - Unidos por Pastaza (Pastaza) |

### Bloques compuestos posteriormente
Se formaron varios grupos parlamentarios adicionales durante el trascurso del este período legislativo por rupturas dentro de las bancadas.
| Bloques          | Partidos / Movimientos |
| ---------------- | --- |
| Alianza Libertad | Independientes Movimientos Provinciales: - Movimiento Social Conservador (Carchi) - Amauta Yuyai (Chimborazo) - Conciencia Ciudadana (Loja) |